# Hiroshi Mori
| 3823 Yorii          | 10 marzo 1988    |
| 3996 Fugaku         | 5 dicembre 1988  |
| 4262 DeVorkin       | 5 febbraio 1989  |
| 4291 Kodaihasu      | 2 novembre 1989  |
| 4495 Dassanowsky    | 6 novembre 1988  |
| 4901 Ó Briain       | 3 novembre 1988  |
| 6299 Reizoutoyoko   | 5 dicembre 1988  |
| 6380 Gardel         | 10 febbraio 1988 |
| 6709 Hiromiyuki     | 2 febbraio 1989  |
| 10776 Musashitomiyo | 12 febbraio 1991 |
| 11515 Oshijyo       | 12 febbraio 1991 |
| 13017 Owakenoomi    | 18 marzo 1988    |
| 20001 Marinakoren   | 5 febbraio 1991  |

Hiroaki Mori (森敬明?, Mori Hiroaki; 1958) è un astronomo amatoriale giapponese.
Il Minor Planet Center gli accredita le scoperte di quarantacinque asteroidi, effettuate tra il 1989 e il 1991, tutte in collaborazione con Masaru Arai.
Ha inoltre coscoperto due comete nonperiodiche: la C/1975 T1 Mori-Sato-Fujikawa e la C/1975 T2 Suzuki-Saigusa-Mori; le due comete sono state scoperte a distanza di circa un'ora.
Gli è stato dedicato l'asteroide 19190 Morihiroshi.